# Werner Arber
Werner Arber (rođen 3. lipnja, 1929.) je švicarski mikrobiolog i genetičar. Zajedno s američkim istraživačima Hamilton O. Smithom i Daniel Nathansom, Werner Arber je podijelio Nobelovu nagradu za fiziologiju ili medicinu 1978.g. za otkriće restrikcijskih enzima i njihove primjene u rješavanju problema molekularne genetike. Njihov rad omogućio je razvoj tehnologije rekombinantne DNK.
Werner Arber je otkrio restrikcijske enzime i zaključio da se ti enzimi vežu na molekulu DNK na određenim mjestima koja su određena nizom nukleotida. 
On je sadašnji predsjednik Papinske akademije znanosti.

## Vanjske poveznice
- Nobelova nagrada - autobiografija (engl.)
- Životopis Papinske akademije znanosti (engl.)